# Andrej Daňko
Andrej Daňko (Michalovce, 26 maggio 1948) è un allenatore di calcio ed ex calciatore slovacco, sino al 1993 cecoslovacco, di ruolo centrocampista.
Due volte finalista di Coppa di Cecoslovacchia (1973 e 1980), durante la sua carriera totalizza 313 presenze e 56 reti nella massima divisione del campionato cecoslovacco con la maglia del Košice. Vanta inoltre quattro presenze nelle competizioni internazionali.

## Palmarès

### Competizioni internazionali
- Coppa Piano Karl Rappan: 4

Košice: 1967, 1968, 1969, 1974